# RGB 〜True Color〜
『RGB 〜True Color〜 』（アールジービートゥルーカラー）は、中川翔子の5枚目のアルバム。2019年12月4日にSony Music Recordsから発売。

## 収録トラック
CD
1. ドリドリ
作詞：中川翔子・岩里祐穂
作曲：鈴木健太朗／編曲：黒須克彦
2. RGB
作詞：中川翔子・meg rock
作曲・編曲：Yu
3. LUCKY DIP
作詞：岩里祐穂
作曲：中村泰輔
編曲：齋藤真也
4. Heavy Girl
作詞：根本宗子
作曲・編曲：koshin
5. blue moon
作詞：中川翔子・meg rock
作曲・編曲：加賀山長志
6. Magical Circle
作詞・作曲・編曲：TECHNOBOYS PULCRAFT GREEN-FUND
7. 無限∞ブランノワール
作詞・作曲・編曲：前山田健一
8. PUNCH LINE!
作詞・作曲・編曲：前山田健一
9. ミスター・ダーリン
作詞・作曲・編曲：HoneyWorks
10. 六畳間から、世界へ
作詞：スカイピース・前山田健一
作曲：スカイピース・前山田健一・宮川拓
編曲：前山田健一・宮川拓
11. mrcl
作詞・作曲：ゆとり
編曲：みきとP
12. ネコブギー
作詞・作曲・編曲：細野晴臣
13. 風といっしょに
作詞：戸田昭吾
作曲：たなかひろかず
編曲：亀田誠治
14. タイプ：ワイルド
作詞：戸田昭吾
作曲：たなかひろかず
編曲：前山田健一
15. 愛してる
作詞・作曲・編曲：前山田健一
16. ある日どこかで
作詞：中川勝彦・中川翔子
作曲・編曲：ウォルピスカーター・ケントカキツバタ
父勝彦の曲が付けられていない遺作の歌詞を元に作った楽曲。『ある日どこかで』と言うタイトルは父が付けていた物ではなく、中川がタイトルが思い浮かばない時に母が言った一言である。

DVD
1. 「ドリドリ」Music Video
2. 「無限∞ブランノワール」Music Video
3. 「blue moon」Music Video
4. 「Heavy Girl」Music Video
5. 「風といっしょに」 Music Video
6. 「タイプ：ワイルド」Special Music Video
7. 「mrcl」Music Video
8. 「六畳間から、世界へ」Music Video
9. 「ある日どこかで」Music Video